# Puchar Sześciu Narodów 2004
Puchar Sześciu Narodów 2004 (2004 Six Nations Championship, a także od nazwy sponsora turnieju, Royal Bank of Scotland – 2004 RBS 6 Nations) – piąta edycja Pucharu Sześciu Narodów, corocznego turnieju w rugby union rozgrywanego pomiędzy sześcioma najlepszymi zespołami narodowymi półkuli północnej. Turniej odbył się pomiędzy 14 lutego a 27 marca 2004 roku.
Wliczając turnieje w poprzedniej formie, od czasów Home Nations Championship i Pucharu Pięciu Narodów, była to 110. edycja tych zawodów. W turnieju brały udział reprezentacje narodowe Anglii, Francji, Irlandii, Szkocji, Walii i Włoch. Sędziowie zawodów zostali wyznaczeni na początku grudnia 2003 roku.
W turnieju z kompletem zwycięstw triumfowali Francuzi, tym samym Fabien Pelous i Olivier Magne zdobyli swojego czwartego Wielkiego Szlema w ciągu ośmiu lat. Najwięcej punktów w zawodach zdobył Stephen Jones, zaś w kategorii przyłożeń z czterema zwyciężyli Ben Cohen, Rhys Williams i Imanol Harinordoquy, Gordon D’Arcy został dodatkowo wybrany najlepszym graczem turnieju. IRB opublikowała następnie podsumowanie statystyczno-analityczne tej edycji.

## Tabela

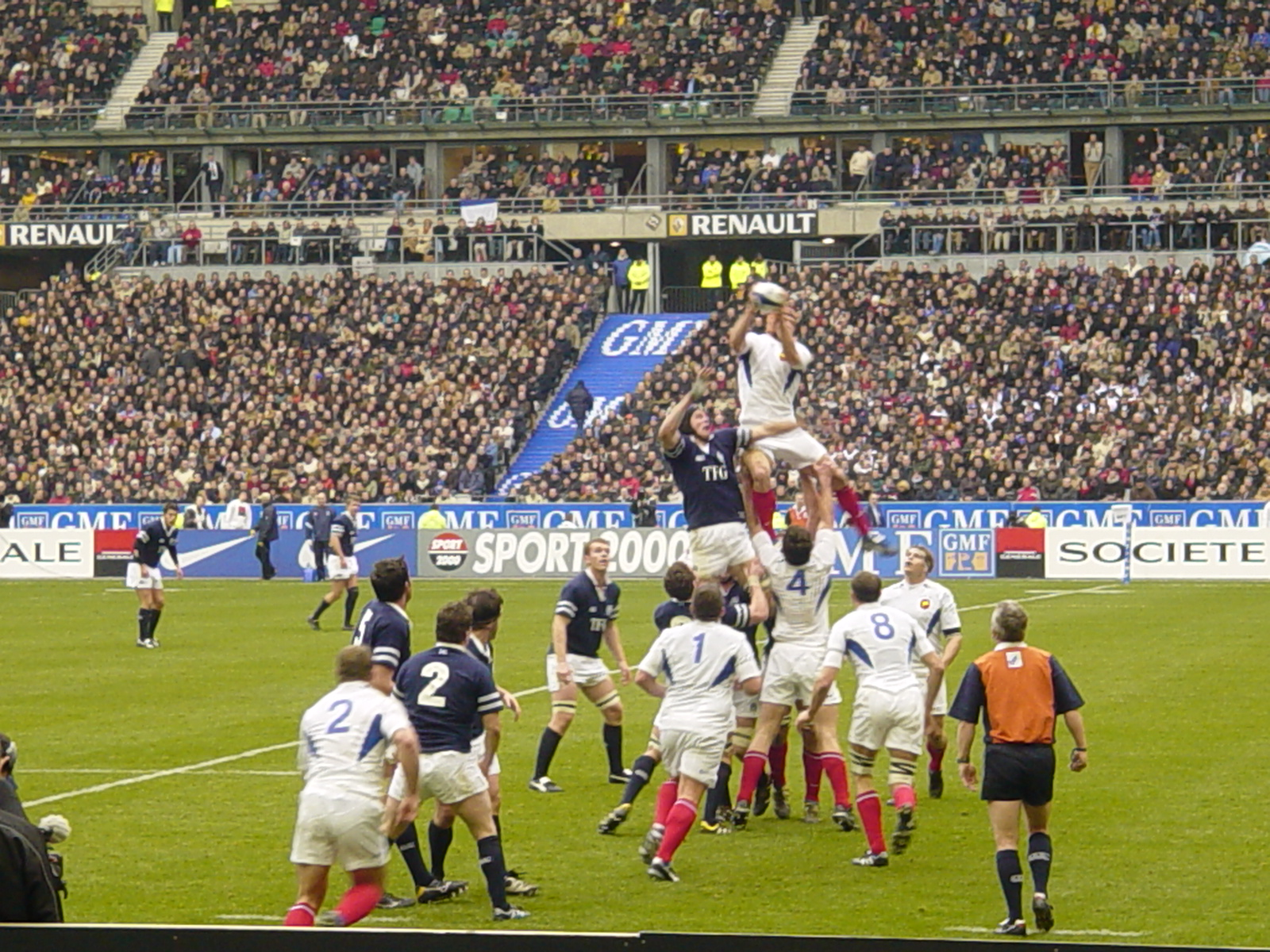
Mecz Francja–Szkocja

## Mecze
| 14 lutego 200414:00 | Francja | 35:17(11:3) | Irlandia                                                     | Stade de France, Saint-Denis Sędzia: Chris White |
| 14 lutego 200414:00 | Frédéric Michalak 15 (3pd 3K) Jean-Baptiste Élissalde 5 (P) Pascal Papé 5 (P) Vincent Clerc 5 (P) Yannick Jauzion 5 (P) | 35:17(11:3) | Anthony Foley 5 (P) Ronan O’Gara 7 (2pd K) Tyrone Howe 5 (P) | Stade de France, Saint-Denis Sędzia: Chris White |
| 14 lutego 200414:00 | Ronan O’Gara | 35:17(11:3) |                                                              | Stade de France, Saint-Denis Sędzia: Chris White |

| 14 lutego 200416:00 | Walia                                                               | 23:10(18:3) | Szkocja                                     | Millennium Stadium, Cardiff Sędzia: Donal Courtney |
| 14 lutego 200416:00 | Adam Rhys Jones 5 (P) Rhys Williams 10 (2P) Stephen Jones 8 (pd 2K) | 23:10(18:3) | Chris Paterson 5 (pd dg) Simon Taylor 5 (P) | Millennium Stadium, Cardiff Sędzia: Donal Courtney |

| 15 lutego 200415:00 | Włochy                 | 9:50(9:26) | Anglia                                                                                                   | Stadio Flaminio, Rzym Sędzia: Andy Turner |
| 15 lutego 200415:00 | Rima Wakarua 9 (dg 2K) | 9:50(9:26) | Chris Jones 5 (P) Iain Balshaw 5 (P) Jason Robinson 15 (3P) Josh Lewsey 5 (P) Paul Grayson 20 (P 3pd 3K) | Stadio Flaminio, Rzym Sędzia: Andy Turner |

| 21 lutego 200414:00 | Francja                                                                                                 | 25:0(10:0) | Włochy | Stade de France, Saint-Denis Sędzia: Alan Lewis |
| 21 lutego 200414:00 | Damien Traille 3 (K) Imanol Harinordoquy 10 (2P) Jean-Baptiste Élissalde 7 (2pd K) Pepito Elhorga 5 (P) | 25:0(10:0) |        | Stade de France, Saint-Denis Sędzia: Alan Lewis |

| 21 lutego 200417:30 | Szkocja                                       | 13:35(6:20) | Anglia                                                                                             | Murrayfield Stadium, Edynburg Sędzia: Dave McHugh |
| 21 lutego 200417:30 | Chris Paterson 8 (pd 2K) Simon Danielli 5 (P) | 13:35(6:20) | Ben Cohen 5 (P) Danny Grewcock 5 (P) Iain Balshaw 5 (P) Josh Lewsey 5 (P) Paul Grayson 15 (3pd 3K) | Murrayfield Stadium, Edynburg Sędzia: Dave McHugh |
| 21 lutego 200417:30 | Simon Taylor                                  | 13:35(6:20) | | Murrayfield Stadium, Edynburg Sędzia: Dave McHugh |

| 22 lutego 200415:00 | Irlandia                                                                                 | 36:15(24:3) | Walia                                       | Lansdowne Road, Dublin Sędzia: Joël Jutge |
| 22 lutego 200415:00 | Anthony Foley 5 (P) Brian O’Driscoll 10 (2P) Ronan O’Gara 11 (P 3pd) Shane Byrne 10 (2P) | 36:15(24:3) | Stephen Jones 5 (pd K) Tom Shanklin 10 (2P) | Lansdowne Road, Dublin Sędzia: Joël Jutge |
| 22 lutego 200415:00 | Girvan Dempsey · Ronan O’Gara                                                            | 36:15(24:3) |                                             | Lansdowne Road, Dublin Sędzia: Joël Jutge |

| 6 marca 200413:30 | Włochy                                       | 20:14(9:9) | Szkocja                                   | Stadio Flaminio, Rzym Sędzia: Nigel Whitehouse |
| 6 marca 200413:30 | Fabio Ongaro 5 (P) Roland de Marigny 15 (5K) | 20:14(9:9) | Chris Paterson 9 (3K) Simon Webster 5 (P) | Stadio Flaminio, Rzym Sędzia: Nigel Whitehouse |

| 6 marca 200416:00 | Anglia                                   | 13:19(10:12) | Irlandia                                     | Twickenham Stadium, Londyn Sędzia: Paul Honiss |
| 6 marca 200416:00 | Matt Dawson 5 (P) Paul Grayson 8 (pd 2K) | 13:19(10:12) | Girvan Dempsey 5 (P) Ronan O’Gara 14 (pd 4K) | Twickenham Stadium, Londyn Sędzia: Paul Honiss |
| 6 marca 200416:00 | Ronan O’Gara                             | 13:19(10:12) |                                              | Twickenham Stadium, Londyn Sędzia: Paul Honiss |

| 7 marca 200415:00 | Walia                                          | 22:29(12:13) | Francja                                                         | Millennium Stadium, Cardiff Sędzia: Stuart Dickinson |
| 7 marca 200415:00 | Martyn Williams 5 (P) Stephen Jones 17 (pd 5K) | 22:29(12:13) | Imanol Harinordoquy 5 (P) Jean-Baptiste Élissalde 24 (P 2pd 5K) | Millennium Stadium, Cardiff Sędzia: Stuart Dickinson |

| 20 marca 200413:30 | Irlandia                                                                             | 19:3(12:3) | Włochy                  | Lansdowne Road, Dublin Sędzia: Kelvin Deaker |
| 20 marca 200413:30 | Brian O’Driscoll 5 (P) Malcolm O’Kelly 5 (P) Ronan O’Gara 4 (2pd) Shane Horgan 5 (P) | 19:3(12:3) | Roland de Marigny 3 (K) | Lansdowne Road, Dublin Sędzia: Kelvin Deaker |
| 20 marca 200413:30 | Ronan O’Gara                                                                         | 19:3(12:3) |                         | Lansdowne Road, Dublin Sędzia: Kelvin Deaker |

| 20 marca 200416:00 | Anglia                                                       | 31:21(16:9) | Walia                                                          | Twickenham Stadium, Londyn Sędzia: Andrew Cole |
| 20 marca 200416:00 | Ben Cohen 10 (2P) Joe Worsley 5 (P) Olly Barkley 16 (2pd 4K) | 31:21(16:9) | Gareth Thomas 5 (P) Mark Taylor 5 (P) Stephen Jones 11 (pd 3K) | Twickenham Stadium, Londyn Sędzia: Andrew Cole |

| 21 marca 200415:00 | Szkocja                                                                  | 0:31(0:11) | Francja | Murrayfield Stadium, Edynburg Sędzia: Scott Young |
| 21 marca 200415:00 | Dimitri Yachvili 16 (2pd 4K) Olivier Magne 5 (P) Yannick Jauzion 10 (2P) | 0:31(0:11) |         | Murrayfield Stadium, Edynburg Sędzia: Scott Young |
| 21 marca 200415:00 | Derrick Lee                                                              | 0:31(0:11) |         | Murrayfield Stadium, Edynburg Sędzia: Scott Young |

| 27 marca 200414:00 | Walia | 44:10(16:3) | Włochy                                                        | Millennium Stadium, Cardiff Sędzia: Mark Lawrence |
| 27 marca 200414:00 | Gareth Thomas 5 (P) Rhys Williams 10 (2P) Shane Williams 10 (2P) Stephen Jones 14 (4pd 2K) Tom Shanklin 5 (P) | 44:10(16:3) | Andrea Masi 5 (P) Rima Wakarua 2 (pd) Roland de Marigny 3 (K) | Millennium Stadium, Cardiff Sędzia: Mark Lawrence |

| 27 marca 200416:00 | Irlandia | 37:16(16:9) | Szkocja                                                       | Lansdowne Road, Dublin Sędzia: Nigel Williams |
| 27 marca 200416:00 | David Wallace 5 (P) Geordan Murphy 5 (P) Gordon D’Arcy 10 (2P) Peter Stringer 5 (P) Ronan O’Gara 12 (3pd 2K) | 37:16(16:9) | Allister Hogg 5 (P) Chris Paterson 8 (pd 2K) Dan Parks 3 (dg) | Lansdowne Road, Dublin Sędzia: Nigel Williams |
| 27 marca 200416:00 | Ronan O’Gara                                                                                                 | 37:16(16:9) |                                                               | Lansdowne Road, Dublin Sędzia: Nigel Williams |

| 27 marca 200420:00 | Francja                                                 | 24:21(21:0) | Anglia                                                    | Stade de France, Saint-Denis Sędzia: Alain Rolland |
| 27 marca 200420:00 | Dimitri Yachvili 19 (P pd 4K) Imanol Harinordoquy 5 (P) | 24:21(21:0) | Ben Cohen 5 (P) Josh Lewsey 5 (P) Olly Barkley 11 (pd 3K) | Stade de France, Saint-Denis Sędzia: Alain Rolland |